# Andrzej Gronowicz
Andrzej Gronowicz, född den 7 mars 1951 i Piła, Polen, är en polsk kanotist.
Han tog OS-silver i C-2 500 meter i samband med de olympiska kanottävlingarna 1976 i Montréal.